# Morano Calabro
Morano Calabro (no dialeto local Murènu) é uma comuna italiana da região da Calábria, província de Cosenza, com cerca de 4.485 habitantes. 
Estando a altitude de 694 metros acima do mar, estende-se por uma área de 112,34 km², tendo uma densidade populacional de 42,7 hab/km². Fica distante cerca de 460 km de Roma, 250 km de Nápoles, 1000 km de Milão e 77 km da capital da província, Cosenza.
Era conhecida como Murano durante o período romano.
Faz fronteira com Castrovillari, Chiaromonte (Potenza), Mormanno, Rotonda (Potenza), San Basile, Saracena, Viggianello (Potenza).
Desde 2003 pertence à rede das Aldeias mais bonitas de Itália, Bandeira Laranja do Touring Club Italiano, seu nome foi incluído na lista de destinos europeus do Projeto EDEN da Comissão Europeia.
Hoje é um dos principais centros do Parque Nacional do Pollino.

## História

### Considerações sobre o nome "Morano"
Sobre a origem do nome Morano, não há nenhuma evidência histórica precisa, mas existem teorias incertas e muitas vezes conflitantes. 
Entre as muitas teorias, há a suposição de que Morano vem do fato de que ela foi fundada e habitada pelos Mouros, teorias similares falam que o nome vem do cultivo de amoreiras mori que abundam na zona rural próxima, mas também neste caso essa teoria é considerada errônea, já que tanto os Mouros e o cultivo desse tipo de amoreira começaram após os romanos. 

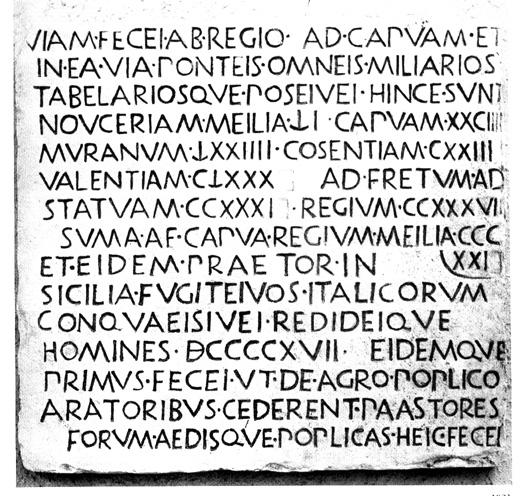
Lapis Pollae (o nome "Muranum" aparece no início da quinta linha)

De acordo com a tese do matemático e historiador Gaetano Scorza, Morano teria suas origens dos romanos, como documentado na Magna Grécia, é possível identificar que seu nome deriva da palavra grega μερυω, que significa "reunir, combinar", com referência à estrutura urbana circular, onde os edifícios parecem estar ligados uns aos outros. Mesmo assim essa última teoria possui alguns problemas, já que a forma que a cidade possui atualmente demorou séculos para ser firmada. De acordo com o escritor Vincenzo Padula, em Protogea de 1871 , o nome deriva do Moren hebraico usado no Talmud que significa castelo, o que prova a fundação de uma fortaleza e posteriormente o desenvolvimento da comuna.
Assim como escrito na Lapis Pollae, a palavra latina Muranum revela uma correlação clara que a cidade foi fundada pelos romanos e reabre a questão sobre a origem do seu nome, o sufixo -anum do Latim geralmente indica propriedades de uma família importante em uma área, é provável que o nome venha do nome Murus o Murrus. 
O nome Calabro foi adicionado na era pós unificação com um decreto de Vittorio Emanuele II , em Junho de 1863 , para distinguir Morano Calabro de Morano sul Po.

## Demografia
| Variação demográfica do município entre 1861 e 2011                               |
|                                                                                   |
| Fonte: Istituto Nazionale di Statistica (ISTAT) - Elaboração gráfica da Wikipedia |

## Antigo Centro Urbano

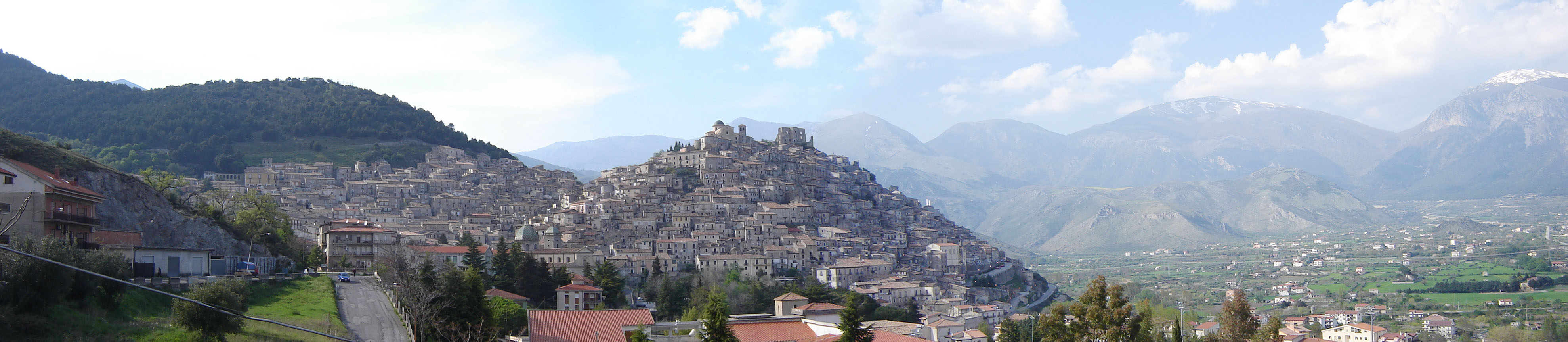
Morano Panorama Full

A parte mais antiga do centro da cidade, o antigo Centro Urbano tem forma cônica e se encontra no cume de uma montanha a uma altura de 694 metros acima do mar,  Foi provado atualmente que as casas e construções encontram-se ao redor de um antigo castelo feudal da época Romana.
As ruinas dessa fortaleza romana, que posteriormente foi usada de base para contruir o castelo atual, ficam no topo da montanha.

As habitações foram construídas inicialmente pelo topo até a base da montanha, praticamente as casas foram construídas umas em cima das outras devido a inclinação da montanha, dando a impressão de que as casas “montam-se” umas as outras.

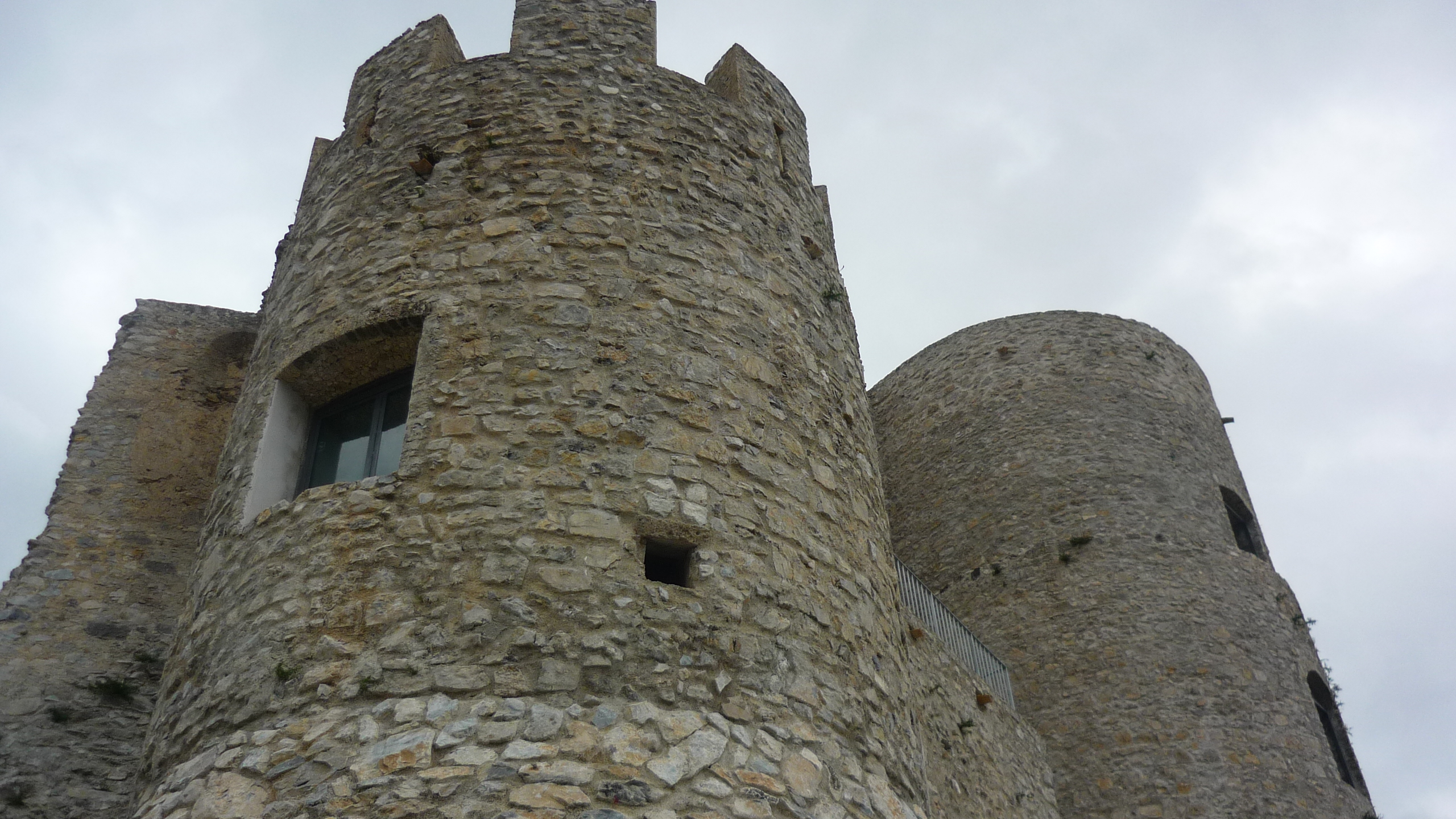
Castelo Normando - Morano Calabro

## Castelo Normando
Pesquisas atuais dizem que o castelo foi construído muito tempo antes pelos Romanos, sendo inicialmente uma Fortaleza Romana, utilizada basicamente para defesa, posteriormente reutilizada pelos Normandos na construção do atual castelo. As ruinas do castelo foram recentemente restauradas, sendo um dos destinos do Projeto EDEN da Comissão Europeia.

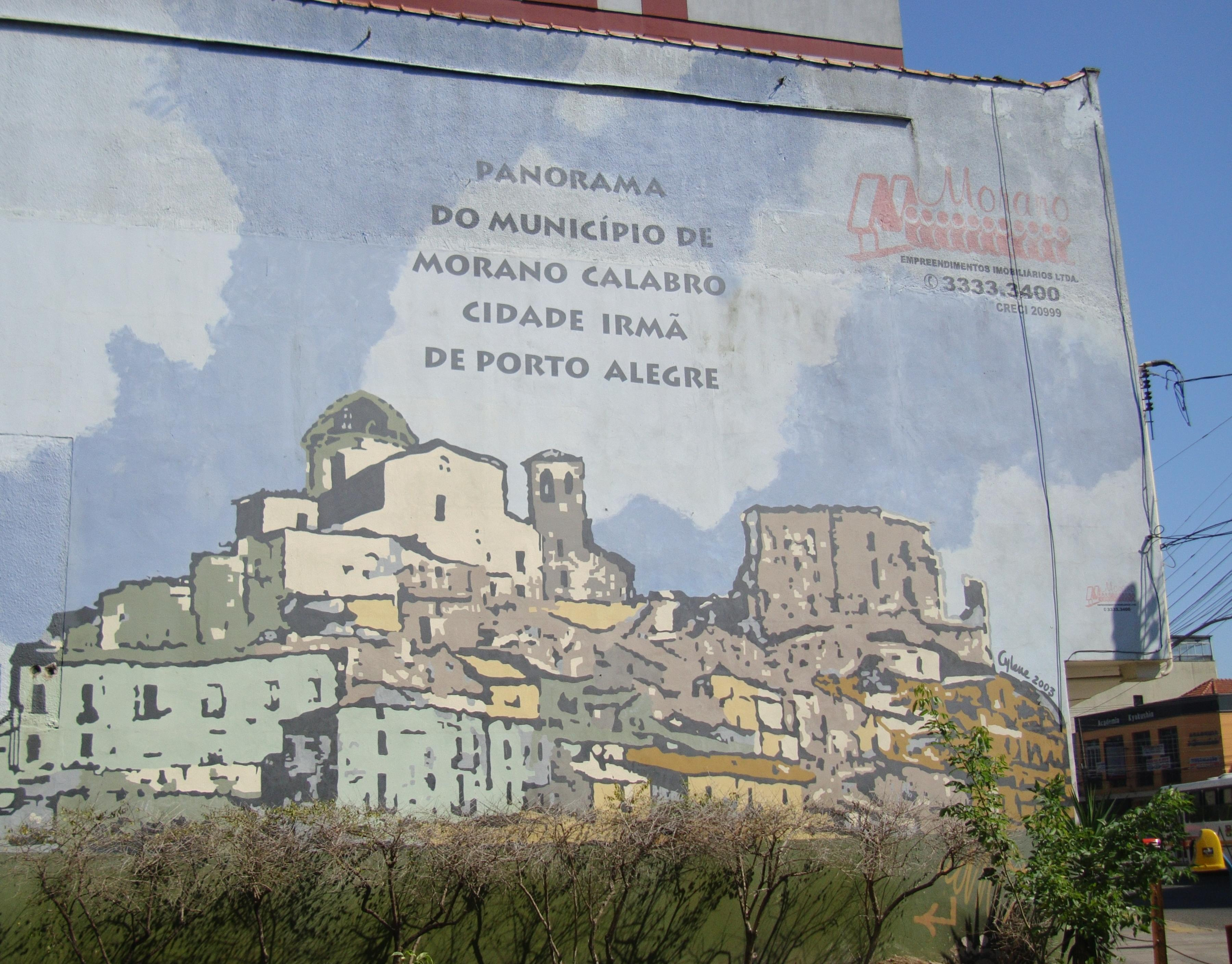
Morano Calabro mural em Porto Alegre

## Cidade-irmã
A cidade de Porto Alegre, capital do estado brasileiro Rio Grande do Sul, é a cidade-irmã de Morano Calabro desde 15 de janeiro de 1982. A integração é firmada com o objetivo de criar relações e mecanismos em nível econômico e cultural através dos quais as cidades estabelecem laços de cooperação.

## Pessoas ligadas à Morano Calabro
- Niccolò Bernardino Sanseverino – Príncipe Bisignano e senhor feudal (nascido em Morano em 1541).
- Francesco Maria Spinelli - (1686 - 1752) - Filósofo cartesiano.
- Gaetano Scorza - (1876 - 1939) Matemático.
- Carlo De Cardona - (1871 - 1958) Padre e político.
- Nicola De Cardona - (1869 - 1958) - Político, advogado, ativista do Partido Socialista, revolucionário, editor e fundador de jornais de inspiração comunista, líder nacional do Partido Comunista Italiano, era o irmão de Carlo De Cardona.
- Erminio Blotta - (1892 - 1976) - Escultor.